# Kitty's Holdup
Kitty's Holdup è un cortometraggio muto del 1912

## Produzione
Il film fu prodotto dalla Edison Company.

## Distribuzione
Distribuito dalla General Film Company, il film - un cortometraggio di 130 metri dal titolo scritto anche Kitty's Hold-Up - uscì nelle sale cinematografiche degli Stati Uniti il 15 giugno 1912.